# Francop
Francop (ídem en alt i baix alemany) és un barri del districte d'Harburg al sud de l'estat d'Hamburg a Alemanya a la frontera amb Baixa Saxònia. A la fi de 2012 tenia 684 habitants a una superfície de 9,1 km². És conegut per la seva pomicultura i sobretot a la primavera la florescència atreu molts visitors.

## Geografia i economia

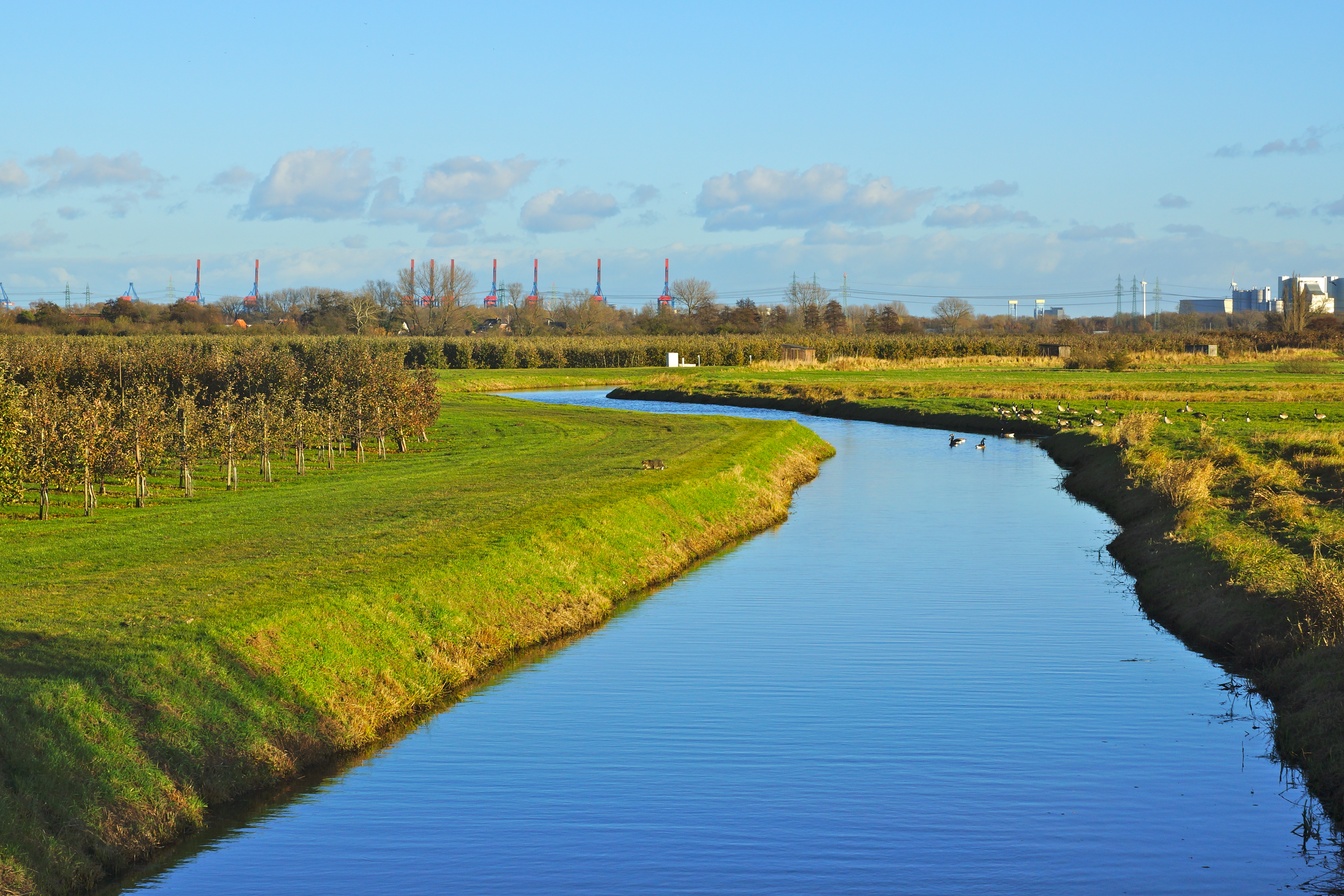
Vergers al marge dret del Moorwettern i al segon pla el
Port d'Hamburg a Moorburg i Altenwerder

El poble es troba al maresme entre el Moorwettern al migdia, l'Alte Süderelbe un braç mort de l'Elba al nord i a l'est i el Viersielener Schleusenfleet. Des del segle xii colons holandesos van assecar el maresme, excavar canals, apregonar els priels i construir dics i rescloses de desguàs in transformaven l'Alte Land en una terra d'hort per a les ciutats veïnes.
La principal activitat econòmica del poble des de la fi del segle xix és la fructicultura, principalment de pomes: hi comencen els vergers de l'Alte Land que continuen en direcció oest fins ben lluny en Baixa Saxònia, considerat com el verger més llarg d'Europa. Des de l'inici del segle XX la població queda estable als entorns dels 700 habitants. El 1961, el pla urbanístic va decretar les terres fora del dic (el dic antic) com a terra de reserva per un eventual eixample futur del Port d'Hamburg, el que no agradava als agricultors, com que és sòl més idoni per la fruticultura. Fins avui, nogensmenys va escapar a projectes d'urbanització o d'eixample del port. Pels serveis de proximitat han d'anar cap a Finkenwerder, Neugraben o Neuenfelde. Als anys 1980 la part oriental va tornar a rebre una destinació agricultural, però queda una menaça, des del punt de vista de la població local. La construcció eventual de l'autopista A26 de Stade a Hamburg també queda controvertida. Un altre problema, conqüència del port proper és un pujol artificial fet de fang tòxica que prové del dragatge de l'Elba.

## Història
Des del segle xi, l'arquebisbe de Bremen va cedir el maresme al marge esquerre de l'Elba a colons del comtat d'Holanda, coneguts per la seva perícia per assecar el terra; El topònim és compost d'un nom Franco i de cop, una paraula d'origen neerlandesa que significa donació o compra. Els colons van transformar el maresme en pòlders profitant l'àrgila molt fèrtil per l'horts per la cultura de llegums, rave rusticà, i per la fibra de lli i cànem. Era un treball dur i frustrant quan cada vegada s'havia de tornar a començar després que aigües altes van destruir dics i masos. El primer esment escrit data de l'entorn del 1235. Entre 1392 i 1412, la població va perir o se'n va anar després d'una sèrie de marejedes vehements. La colonització només tornà quan el nou dic circular va acabar-se el 1460.
El 1825 el poble passa de juridicció penal del ducat de Bremen a la juridicció de Jork. El municipi al sentit administratiu modern va crear-se el 1853. Després de la reforma territorial de l'administració prussiana del 1932, van integrar-se al districte d'Harburg a l'aleshores província de Hannover. El 1937, després de la llei de l'àrea metropolitana d'Hamburg Francop s'integrà a la ciutat d'Hamburg. El 16 de desembre de 1962, una aigua alta va trencar els dics a més de 100 llocs entre Cranz i Francop i fer danys enormes a persones, cases i el ramat. Un nou plan de dics i de rescloses antimarejada va ser decidit i fins avui van mostrar-se efectiu. A la marejada del 1973, només 37 cm més baix, el poble va quedar-se intacte. S'aixequen veus d'experts que admoneixen que haurà de pujar encara els dics, per causa del canvi climàtic.

## Llocs d'interès
- El camí per a vianants i ciclistes a l'antic dic anterior dit Vordeich
- El parc natural Finkenwerder Süderelbe
- Unes antigues masos d'entramat de fusta amb decoració força rica
- La florència dels pomers a la primavera

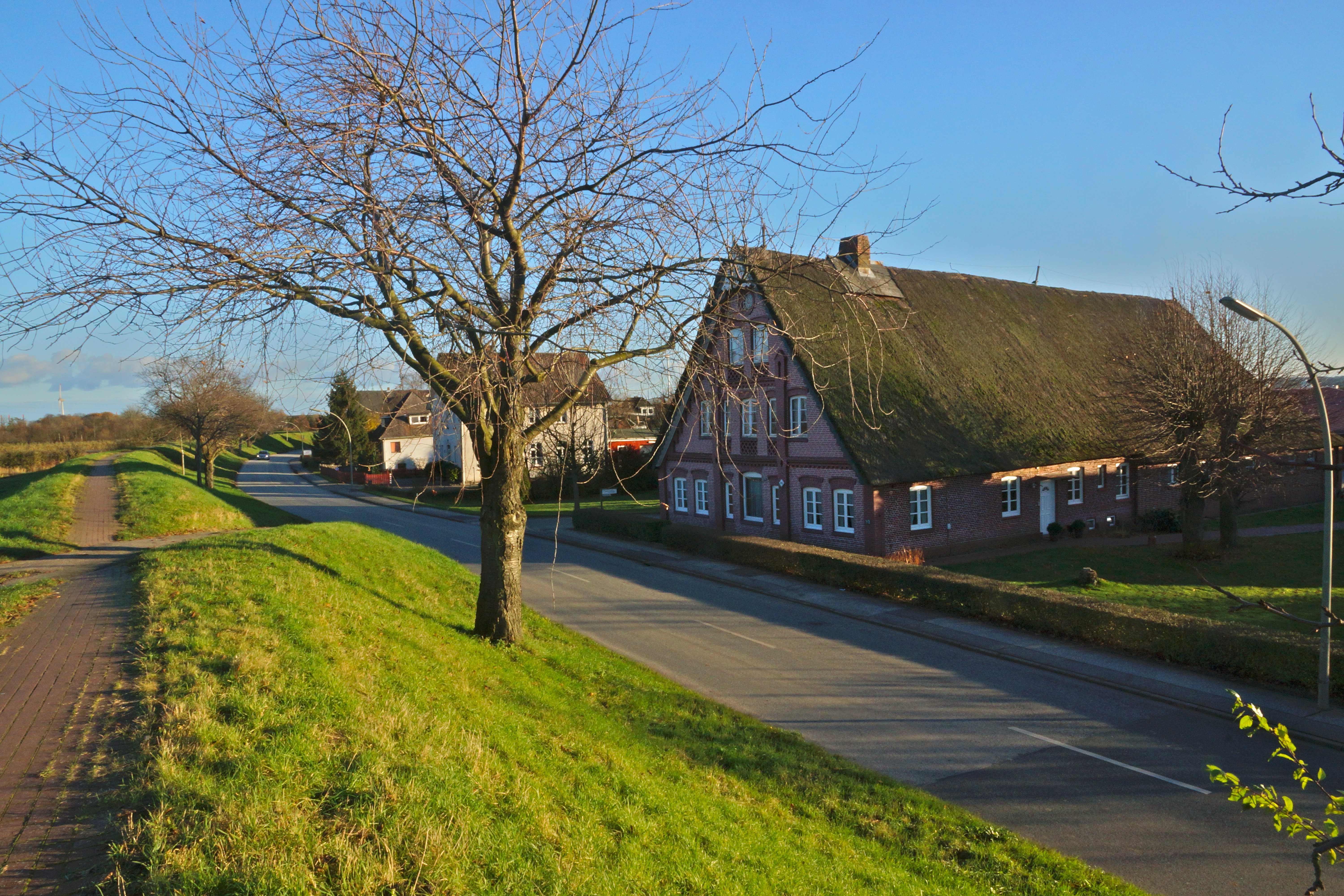
El passeig per vianants damunt de l'antic dic de l'Elba
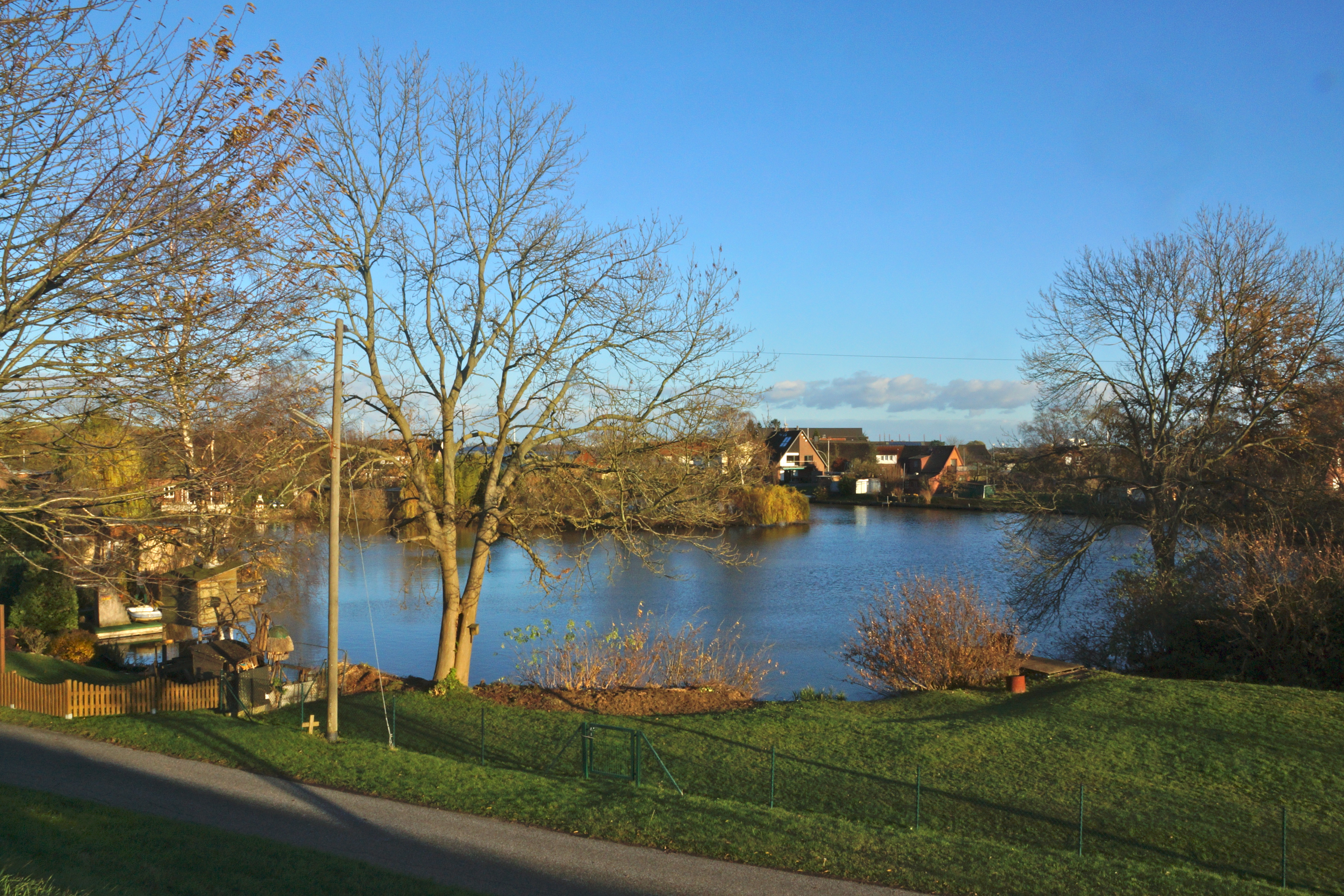
Achter'n Brak
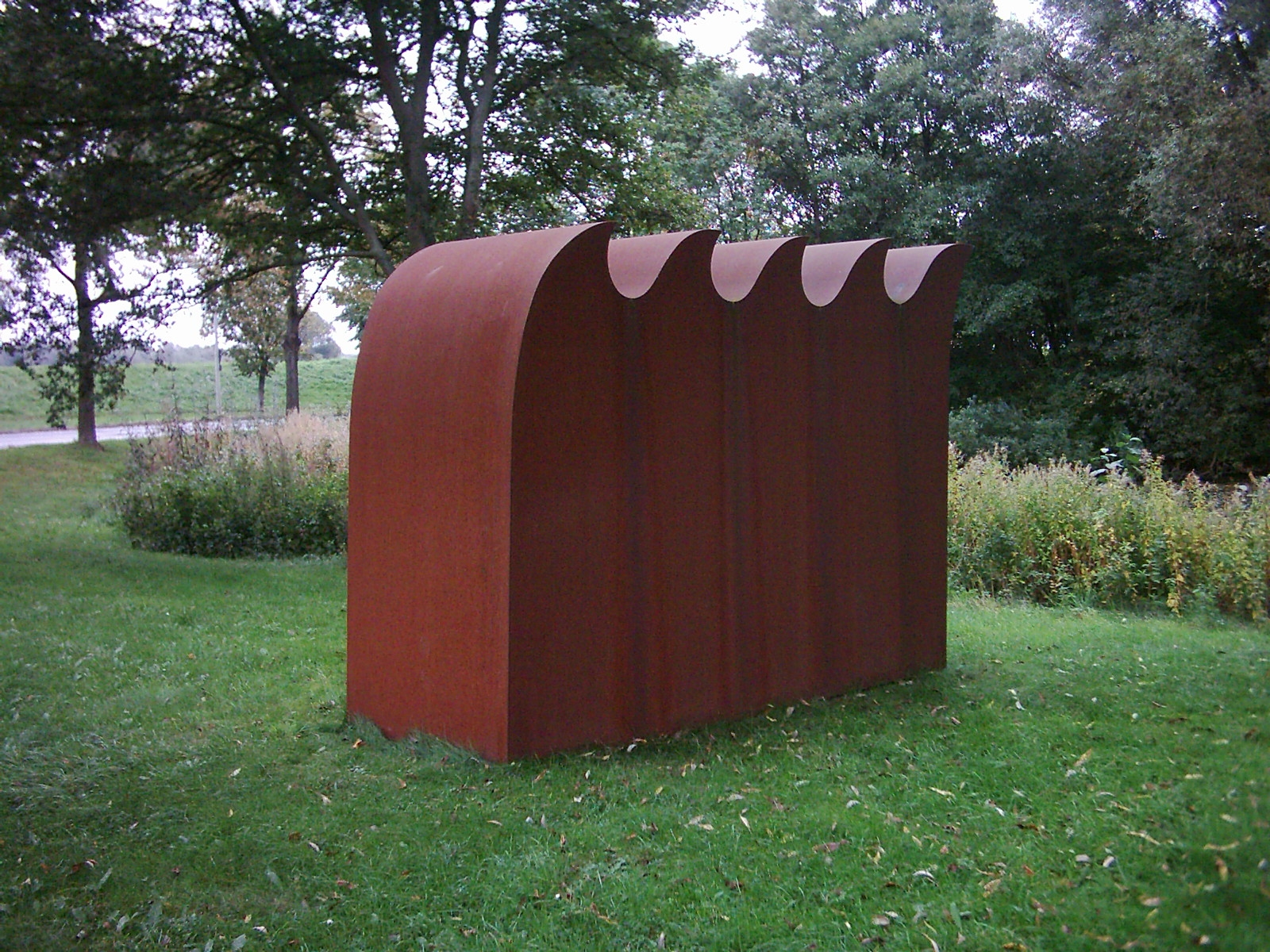
Monument al trencament dels dics del 16 de febrer 1962